# Old Kilcullen
Old Kilcullen är en ort i republiken Irland. Den ligger i grevskapet Kildare och provinsen Leinster, i den centrala delen av landet, sydväst om Kilcullen. Old Kilcullen ligger 145 meter över havet och antalet invånare är 2 110.
Terrängen runt Old Kilcullen är platt. Trakten runt Old Kilcullen består i huvudsak av jordbruksmark.